# Szfingozin
A szfingozin (2-amino-4-transz-oktadecén-1,3-diol) egy 18 szénatomos telítetlen szénláncú aminoalkohol, ami a szfingolipidek, a sejtmembrán lipidjeinek egyik fontos osztályának központi részét alkotja.

## Funkciói
A szfingozint in vivo két kináz foszforilálhatja: az 1-es típusú szfingozin-kináz és a 2-es típusú szfingozin-kináz, így szfingozin-1-foszfát keletkezik. A szfingolipid-metabolitok, mint például a ceramidok, a szfingozin és a szfingozin-1-foszfát különböző sejtszintű folyamatokban közrejátszó jelzőlipidek.

## Bioszintézis
A szfingozin palmitoil-CoA-ból és szerinből állítódik elő dehidroszfingozint eredményező kondenzációban.
A dehidroszfingozint ezután az NADPH redukálja dihidroszfingozinná (szfinganinná), majd az FAD oxidálja szfingozinná.
Szfingozint nem lehet közvetlenül szfinganinból előállítani: először dihidroceramiddá kell acilezni, amit majd ceramiddá kell dehidrogénezni. A szfingozin a szfingolipid lizoszómában történő lebomlásából keletkezik.

## Fordítás
- Ez a szócikk részben vagy egészben  a   Sphingosine című angol Wikipédia-szócikk fordításán alapul.  Az eredeti cikk szerkesztőit annak laptörténete sorolja fel. Ez a jelzés csupán a megfogalmazás eredetét és a szerzői jogokat jelzi, nem szolgál a cikkben szereplő információk forrásmegjelöléseként.